# Riku Tanaka
Riku Tanaka (japanisch 田中 陸 Tanaka Riku; * 4. Mai 1999 in der Präfektur Chiba) ist ein japanischer Fußballspieler.

## Karriere
Tanaka erlernte das Fußballspielen in der Jugendmannschaft von Kashiwa Reysol. Hier unterschrieb er 2018 auch seinen ersten Profivertrag. Der Verein spielte in der höchsten japanischen Liga, der J1 League. Am Ende der Saison 2018 stieg der Verein in die zweite Liga ab. Für den Verein absolvierte er neun Ligaspiele. 2020 wurde er an den Zweitligisten Renofa Yamaguchi FC ausgeliehen. Nach 31 Spielen für den Verein aus Yamaguchi wurde er im Februar 2021 fest unter Vertrag genommen. 2021 absolvierte er ebenfalls 31 Zweitligaspiele. Im Januar 2022 unterschrieb er einen Vertrag beim Drittligisten SC Sagamihara.